# Мирдита, добар дан!
Мирдита, добар дан! (алб. Mirëdita, dobar dan!) је фестивал који организује Иницијатива младих за људска права једном годишње од 2014. године. Контроверзан је због чињенице да Косово и Метохију третира као независну државу.

## Историја
Према речима организатора идеја фестивала је да иницирају континуиране размене уметничких идеја и створе традицију сарадње и окупљања на јединственом културном простору чиме ће посредно бити дат допринос трајној нормализацији односа између Београда и Приштине. Према речима организатора циљ фестивала јесте да Србији приближи албанску културу и обрнуто, да албанској публици представи савремену српску културно-уметничку сцену. Кроз спој представника српске и албанске културе, фестивал тежи размени уметничких идеја и стварању традиције сарадње. Кроз размену уметничких идеја, дебате и дискусије о савременим друштвима и политичким проблемима, фестивал доприноси напорима на изградњи трајног мира и нормализацији односа између Срба и Албанаца.
Фестивал је честа мета критика грађана и невладиних организација јер како они тврде фестивал промовише независност Косова и терористичку ОВК. Највише критика изазвао је фестивал 2024. јер је био заказан за Видовдан 28. јуна што је схваћено као провокација.
Посетиоцима је понуђена културна сцена Срба и Албанаца, односно позоришта, филма, музика и визуелне уметности. Осим тога, ту су и јавне дебате које се критички осврћу на односе ова два народа из перспективе прошлости и њеног наслеђа, али и из перспективе сарадње на пољу економије, трговине, образовања, спорта, цивилног сектора и других друштвених сегмената.